# Csákány
Csákány là một thị trấn thuộc hạt Somogy, Hungary. Thị trấn này có diện tích 16,09 km², dân số năm 2010 là 298 người, mật độ 19 người/km².